# میلان استرک
میلان استرک (انگلیسی: Milan Osterc؛ زادهٔ ۴ ژوئیهٔ ۱۹۷۵) یک بازیکن فوتبال اهل اسلوونی است.
وی همچنین در تیم ملی فوتبال اسلوونی بازی کرده‌است.